# Mufi Hannemann

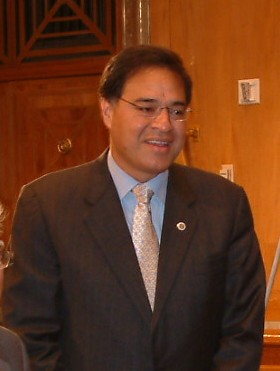
Mufi Hannemann (2007)

Muliufi Francis „Mufi“ Hannemann (* 16. Juli 1954 in Honolulu, Hawaii) ist ein US-amerikanischer Politiker (Demokratische Partei) und ehemaliger Bürgermeister der Stadt Honolulu sowie des gleichnamigen Countys.

## Leben
Hannemann wurde 1954 als sechstes von sieben Kindern von Gustav und Faiaso Hannemann geboren. Er studierte an der Harvard University und an der Victoria University of Wellington in Neuseeland. Nach seiner Rückkehr nach Hawaiʻi wurde er auf der Iolani-Schule (Honolulu) als Lehrer tätig. 1986 versuchte er in das US-Repräsentantenhaus gewählt zu werden, unterlag jedoch seiner republikanischen Konkurrentin Pat Saiki. Bei seinem nächsten Versuch unterlag er schon in den Vorwahlen seiner Mitbewerberin Patsy Mink.
1994 wurde Hannemann in den Stadtrat von Honolulu (Honolulu City Council) sowie 1998 wiedergewählt. 1998 bis 1999 war Vorsitzender des Stadtrats. 2000 verließ er den Stadtrat, um für das Amt des Bürgermeisters zu kandidieren, unterlag jedoch dem Amtsinhaber Jeremy Harris. Erst 2004 gelang es Hannemann, zum Bürgermeister von Honolulu sowie des gleichnamigen Countys gewählt zu werden.
Am 20. Juli 2010 trat Hannemann von diesem Amt zurück, um für die Nachfolge der amtierenden Gouverneurin Linda Lingle zu kandidieren. Er scheiterte jedoch bereits im September 2010 in den Vorwahlen der Demokratischen Partei an seinem Herausforderer Neil Abercrombie, der anschließend bei den Gouverneurswahlen gegen den Republikaner James „Duke“ Aiona gewann. 2012 unterlag er in der Vorwahl zum demokratischen Kandidaten um den Sitz für den 2. Wahlbezirk im US-Repräsentantenhaus seiner Mitbewerberin Tulsi Gabbard.
Bei der Gouverneurswahl in Hawaii am 4. November 2014 kandidierte Hannemann als parteiloser Bewerber. Er belegte jedoch mit einem Stimmenanteil von knapp zwölf Prozent den dritten Rang, hinter dem siegreichen Demokraten David Ige (49 Prozent) und dem Republikaner James Aiona (37 Prozent).
Hannemann ist verheiratet.